# Ateneo (revista)
Ateneo fue la revista que editó el Real Ateneo Científico, Literario y Artístico de Vitoria entre 1913 y, al menos, 1921.

## Historia
El Real Ateneo Científico, Literario y Artístico de Vitoria, fundado en 1866, «se proponía entre sus objetivos contribuir al mejoramiento de la cultura general». Con ese objetivo, fundó la revista El Ateneo, cuyo primer número se publicaría el 19 de abril de 1870. Se publicaba con una periodicidad quincenal: salía a la venta el 15 y el último día de cada mes. El Ateneo se vio remplazado por la Revista de las Provincias Euskaras —a la que también dedicó sus esfuerzos la institución— entre 1878 y 1880. Luego retornó para volver a dejarse de publicar, ya definitivamente, en 1884.
Fue en 1913 cuando se creó Ateneo —nombre muy similar al de la primera publicación, pero ahora sin el artículo—, la que sería la revista de la institución hasta, por lo menos, 1921. Fue uno de sus principales impulsores Eduardo Velasco López de Cano, a la sazón presidente de la institución. Su primer número, que llevaba el subtítulo de «revista órgano del Real Ateneo de Vitoria», vio la luz en enero de 1913. Se presentó en sociedad con las siguientes palabras: «Esta revista nace para dar más cumplido efecto a lo consignado en el Capítulo I del Reglamento del Ateneo de Vitoria. Se propone elevar la cultura en general y en particular de Álava. Se dedica a cuantos amen lo noble y bueno, castizo y bello. Tributa su elogio y ofrece su adhesión a los Ateneos y corporaciones similares. Saluda efusivamente a la Prensa en general. Pide indulgencia a quienes la juzguen y a todos simpatía, cariño y especial favor». Poblaban las páginas de ese primer número textos de, entre otros, Blanca de los Ríos de Lampérez y Cristóbal de Castro.
En el octogésimo octavo número de la revista, publicado en julio de 1921, el último de los que se tiene constancia, ya se habla de las dificultades que experimentaba la institución para sacar adelante la publicación. «Nuestro deseo de continuar y aumentar la vida de la tradicional institución de cultura vitoriana lucha con las dificultades hijas de las circunstancias que impiden a los hombres, no muchos hoy, que velan por tales intereses dedicar a ellos el tiempo que otras ocupaciones absorben. A pesar de lo cual la acción de nuestro Ateneo durante el curso actual no ha sido menor que en los anteriores, aparte de la continuidad mensual de su Revista. Iniciativa y obra constante del inolvidable D. Eduardo Velasco (q. e. p. d.), fue esa periodicidad difícil para los demás de conseguir», se explica a los lectores. Velasco había fallecido apenas un año antes, en 1920.